# Torpè
Torpè (sardinsky: Torpè) je italská obec (comune) v provincii Nuoro v regionu Sardinie. Nachází se ve výšce 24 metrů nad mořem a má přibližně 2 700 obyvatel. Rozloha obce je 91,5 km².